# ダッハウの虐殺

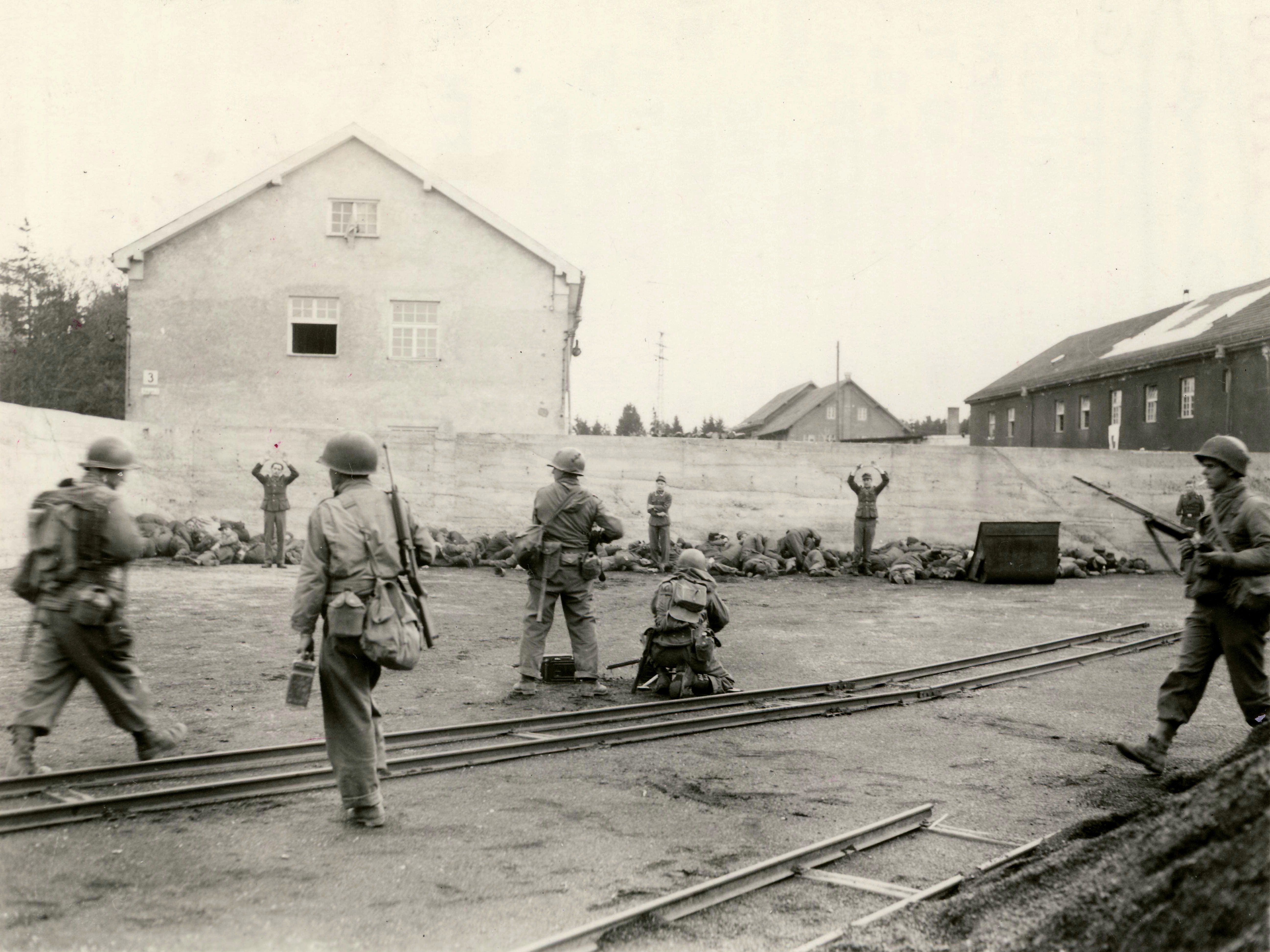
親衛隊員を処刑する米兵とされる写真。(1945年4月29日)

ダッハウの虐殺（ダッハウのぎゃくさつ、Dachau massacre）またはダッハウ解放後の報復（ダッハウかいほうごのほうふく、Dachau liberation reprisals）は、1945年4月29日のダッハウ強制収容所解放後にアメリカ陸軍によって行われた、収容所職員および戦争捕虜に対する虐殺行為である。収容所を解放したアメリカ陸軍第7軍第45歩兵師団の兵士は、引き続き収容所職員とドイツ人戦争捕虜の殺害を行った。犠牲者数は情報源により大きく異なる。また、他の収容所でも看守の殺害や元囚人による拷問が行われた。
報復的な虐殺は米軍の収容所占領の直後に始まった。アメリカ兵は収容所到着直前に40輌もの無蓋貨車に押し込まれた痩せ衰えた死体を目撃していたという。また収容所の制圧後、セメントで作られた石炭式火葬場およびガス室と何百体ものほぼ裸になった死体を発見した旨の報告が行われている。

## 収容所制圧の経緯

### 降伏

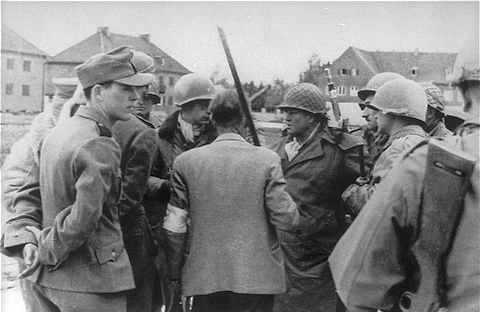
収容所の降伏についてリンデン准将と協議するSS隊員。左から収容所所長副官、ヴィッカー所長（ほぼ副官に隠れている）、ベルギー人記者ポール・ミシェル・ガブリエル・レヴィ（左を見ているヘルメットの人物）、ビクター・マウラー医師（背後）、リンデン将軍（右を見ているヘルメットの人物）。

ハロルド・マルクーゼによれば、収容所所長マルティン・ヴァイスSS大尉は正規の看守や守備隊を引き連れ、米軍到着以前に収容所を脱出していたという。所長代行となったハインリヒ・ヴィッカーSS少尉には560人の人員が与えられていた。これは収容所内に設置されていた親衛隊員用懲罰房の収容者やハンガリー義勇兵などであった。
1945年4月29日、小規模な抵抗の後、ダッハウ収容所はヴィッカーの元で米陸軍第42歩兵師団副師団長ヘニング・リンデン准将に対して投降した。リンデンによると、いくらかの混乱を収めた後、彼はマルグリート・ヒギンズら記者団と共に収容所内を視察したという。降伏に関する詳細はリンデンがハリー・J・コリンズ少将に宛てて残した覚書「ダッハウ強制収容所の降伏に関する報告書」(Report on Surrender of Dachau Concentration Camp) に残されている。

### 制圧声明
ドワイト・D・アイゼンハワー大将は、ダッハウ強制収容所の制圧に関する声明を発表した
我が軍は悪名高いダッハウ強制収容所を解放・掃討した。およそ32000人の囚人が解放され、300人のSS守備隊は迅速に無力化された。
戦史家のアール・ジームケは次のように記している。

## アメリカ兵による殺害

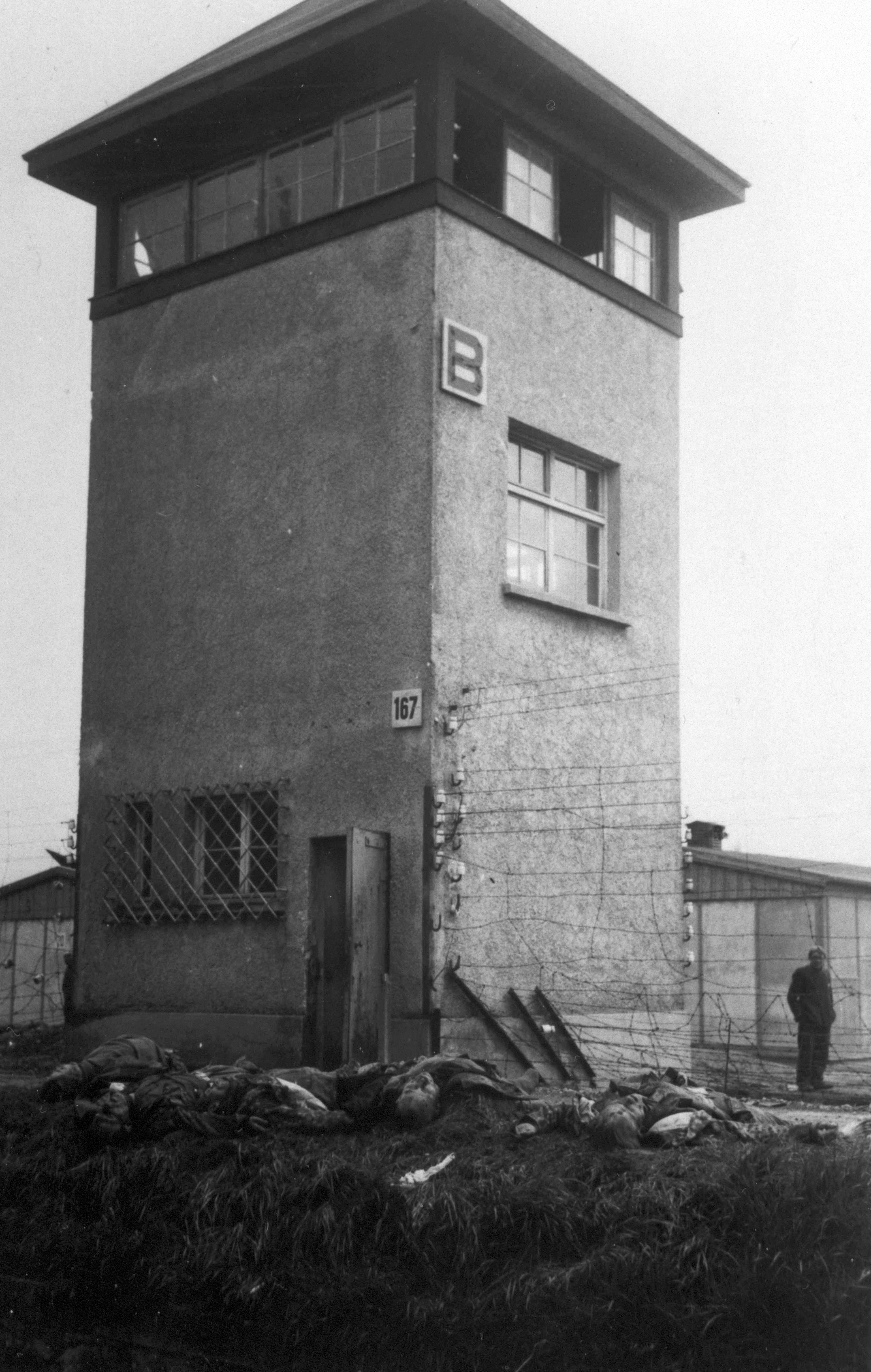
ダッハウ強制収容所のB監視塔。下に6人の看守の死体

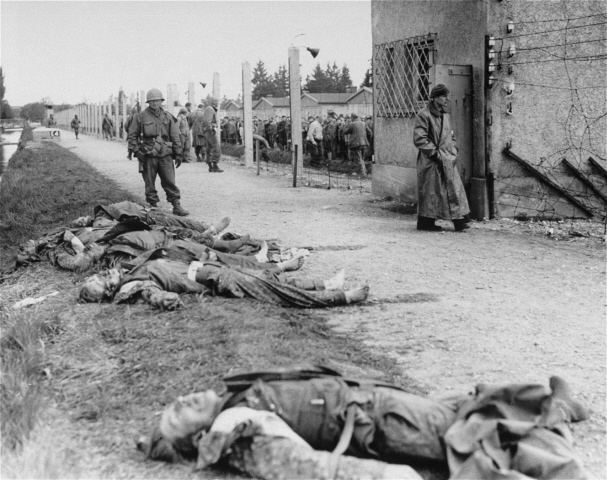
監視塔の下。迷彩服を着用してはいるが、軍靴を脱がされた姿のSS隊員の死体

### スパークスの主張
第45師団第157歩兵連隊の大隊長だったフェリックス・スパークス中佐は、後に事件について書き残している。スパークスは50人ほどのドイツ兵捕虜が、第157連隊の兵士によって石炭集積所に連行されるのを見た。集積所は病院の隣で、8フィート程度のL字型のブロック壁に囲まれていた。捕虜らは第1中隊の機関銃チームによって監視されていた。そして彼がまだ降伏していないSS隊員が居る収容所中央部に向かうべく集積所を離れて間もなく、機関銃の銃声が響いた。スパークスが慌てて戻ると恐らく12人ほどの捕虜が死亡しており、また多くが負傷していた。彼は19歳だった機関銃手を蹴り飛ばした。機関銃手は酷く興奮して泣き喚きながら、捕虜が逃げようとしたのだと弁明している。スパークスはそれを信用できなかった為、収容所中央部の捜索を再開する前に機関銃に下士官を一人つけている。スパークスは更に次のように述べている。

### ブフナーの主張
第7軍監察官補佐ジョセフ・ウィテカー中佐が実施した「ダッハウにおけるドイツ人看守に対する虐待疑惑の調査」(Investigation of Alleged Mistreatment of German Guards at Dachau)では、1945年5月5日に聴取された元第157連隊第3大隊付軍医ハワード・ブフナー大佐の証言が採用されており、これはスパークスの主張と一致する。証言によれば、彼はドイツ兵が撃たれたと通報を受けて16時頃に広場に到着したという。その際に「15人または16人の死傷し壁沿いに横たわったドイツ兵を見た」と述べている。彼は負傷した兵士の一部がまだ動いていることに気づいたが、何らかの処置を取ろうとはしなかった。また彼はウィテカーに対して、広場に展開していたのがどの中隊だったのかは分からないと語った。
1986年にブフナーが著したDachau: The Hour of the Avenger : An Eyewitness Account,によれば、アメリカ軍は520人のドイツ兵を殺害し、その内346人はジャック・ブシヘッド中尉の命令で処刑されたという。また病院に対する銃撃の後には石炭集積所においてドイツ兵に対して集団リンチが行われた疑いがあるとされる。ただしブフナーは事件の現場には直接居合わせなかったが、公的な報告では2度目の銃撃については言及されていない。デヴィット・L・イスラエルはこれに反論し、著書The Day the Thunderbird Criedの中で「ブフナーによる不正確な数字の恣意的な数字の使用はダッハウにおけるSSの処刑に関する虚偽の物語に引用され、これは熱心な修正主義者らによってダッハウの歪んだ物語を生み出す為に悪用された」と述べている。

### その他
エイブラム・サッカーは「ナチのいくらかは検挙され、即決で警備犬と共に処刑された」と報告している。
ユルゲン・ザルスキーが1997年に著したDachauer Hefteによれば、16人のSS隊員が石炭集積所で（一部は元収容者によって殺害された）、17人がB監視塔で殺害されており、恐らく事件全体ではより多くがアメリカ兵に殺されているとしている。また少なくとも25人から50人程度のSS隊員は怒り狂った元収容者らによって殺されたという。ザルスキーの研究は1945年5月のウィテカー調査報告書に基づいており、これは1992年にリンデン将軍の息子によって閲覧が可能となった。

## 元収容者による殺害
病院に対する銃撃が終わった後、一部の米兵がいくらかの拳銃を解放された受刑者に渡したと言われている。そしてある目撃者によれば、解放された収容者らによって囚われたドイツ人捕虜（国防軍およびSS）が拷問された上で殺害された。同じ目撃者はまた、多くのドイツ兵がシャベルや工具で殴り殺されたとも主張している。その他、収容所の運営に協力していた収容者組織(Kapo)の隊員も虐殺された。

## アメリカ陸軍による公的な調査
事件後、ウィテカー中佐によって事件の目撃者に対する聴取が行われた。調査結果は1945年6月8日に「ダッハウにおけるドイツ人看守に対する虐待疑惑の調査」として発行された。この報告書は単にI.G.レポート(the I.G. Report)とも呼ばれる。1991年、ワシントンD.C.のアメリカ国立公文書記録管理局にてこの報告書のコピーが発見された。
ウィテカーは第157歩兵連隊I中隊長だったウィリアム・P・ウォルシュ中尉が収容所裏門近くで投降したドイツ兵4人を無蓋貨車の中で射殺した旨を報告に記している。またアルバート・C・プルーイット二等兵は貨車の中で死にかけのドイツ兵にとどめを刺したという。
I中隊副隊長ジャック・ブシヘッド中尉と共に収容所に入ったウォルシュは捕虜を国防軍将兵とSS隊員に分離し始めた。そしてSS隊員らは別の囲いの中に連行され、I中隊の隊員らによって何種類かの武器で射殺された 。
この調査は大隊長フェリックス・スパークス中佐や、SS隊員らへの医療義務を怠ったハワード・ブフナー軍医大佐などの軍法会議を想定して行われた。しかし、当時のバイエルン占領軍司令ジョージ・パットン将軍が起訴を却下した為、殺人事件としての審議が行われる事はなかった。